# جيمس دوايت دانا
جيمس دوايت دانا (بالإنجليزية: James Dwight Dana )‏ (و. 1813 – 1895 م) هو جيولوجي، ومستكشف، وعالم حيواني، وعالم قشريات، وأستاذ جامعي أمريكي، ولد في أوتيكا، نيويورك، كان عضوًا في الجمعية الملكية، والأكاديمية البافارية للعلوم والعلوم الإنسانية، والأكاديمية الروسية للعلوم، والأكاديمية البروسية للعلوم، والأكاديمية الهنغارية للعلوم، والأكاديمية الملكية السويدية للعلوم، والأكاديمية الأمريكية للفنون والعلوم، والأكاديمية الألمانية للعلوم ليوبولدينا، توفي في نيو هيفن، كونيتيكت، عن عمر يناهز 82 عاماً.

## مناصب
تولى منصب رئيس الجمعية الجيولوجية الأمريكية ‏ (1890–1891).

## التعليم
تعلم في جامعة ييل.

## جوائز
حصل على جوائز منها:
- Clarke Medal [الإنجليزية]‏ (1882)
- وسام كوبلي (1877)[11]
- ميدالية ولاستون (1872).

## روابط خارجية
- جيمس دوايت دانا على موقع الموسوعة البريطانية (الإنجليزية)
- جيمس دوايت دانا على موقع إن إن دي بي (الإنجليزية)